# San Jose State Spartans

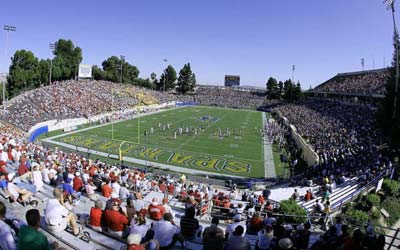
Spartan Stadium

San Jose State Spartans (español: Espartanos de la Estatal de San José) es el equipo deportivo de la Universidad Estatal de San José, situada en San José (California). Los equipos de los Spartans participan en las competiciones universitarias organizadas por la NCAA y forma parte de la Mountain West Conference.

## Origen del apodo
Debido a sus orígenes como escuela de Magisterio, las mascotas y los apodos de los equipos deportivos tuvieron connotaciones en ese sentido, llamándose, entre otros, Daniels, Teachers, Pedagogues, Normals y Normalites. Fue en 1925 cuando se adoptó el nombre de Spartans para los equipos y se eligió a Sammy Spartan como mascota.

## Programa deportivo
Los Spartans participan en las siguientes modalidades deportivas:
| - Masculino - Béisbol - Baloncesto - Cross - Fútbol americano - Golf - Cross - Fútbol | - Femenino - Baloncesto - Cross - Golf - Gimnasia - Softball - Natación - Tenis - Atletismo - Voleibol - Voleibol de playa - Waterpolo |